# Красное Село (станция)
Кра́сное Село́ — станция Октябрьской железной дороги в Красносельском районе Санкт-Петербурга на линии Санкт-Петербург — Лигово — Гатчина-Балтийская. Расположена на восточной окраине города Красное Село.
На станции останавливаются все проходящие через неё пригородные электропоезда.
На станции двухпутный участок переходит в однопутный до ст. Гатчина-Пассажирская-Балтийская.
У станции расположены автобусные остановки городских и пригородных маршрутов.

## История
Первое здание вокзала станции Красное Село было построено в 1858 году архитектором Н. Л. Бенуа в готических формах и соответствовало званию Красного Села, как императорского военного городка — летней военной столицы Санкт-Петербурга. Здание сгорело во время Великой Отечественной войны — в январе 1944 года при отступлении фашистских войск. Так как красносельская ветка строилась как тупиковая, в комплекс Бенуа по разную сторону от путей входили отдельные здание для пассажиров и «отделение для высочайших особ». В 1872 году при прокладке дороги из Гатчины в развилке между ветками было построено здание по проекту П. С. Купинского. В комплексе также были фонтан и сад, от которого сохранилось лишь несколько деревьев ценных пород.
Существующее здание вокзала выполнено в стиле сталинского неоклассицизма в 1951—1953 гг. по проекту архитектора В. В. Хазанова. Памятник регионального значения (Закон Санкт-Петербурга от 04.04.1996 № 30-10).
В 1935 году была произведена электрификация станции в составе участке Лигово - Красное Село. Тогда напряжение в контактной сети составляло 1,5 кВ. 
В 1936 году контактная сеть была протянута до ст. Тайцы.
В 1966 году станция была переведена на напряжение 3,3 кВ постоянного тока в составе участка Лигово - Гатчина-Варшавская.
Прерванное в годы войны движение электропоездов было восстановлено в 1948 году.

## Описание
На станции имеется три пассажирских платформы. Во время реконструкции островной платформы в ноябре 2010 года на ней были установлены ограждения, таким образом она также стала боковой. Платформа № 1 примыкает к зданию вокзала. Также есть одна боковая грузовая платформа. Нынешнее здание вокзала построено после Великой Отечественной войны в стиле ампир с колоннами. В нём располагается зал ожидания с билетной кассой.
В конце июля 2010 года начался капитальный ремонт платформы № 2 (в сторону Санкт-Петербурга) и здания вокзала, поскольку станция Красное Село вошла в адресную программу Октябрьской железной дороги по ремонту остановочных пунктов. 11 октября поставили ограждение на платформе № 1 (в сторону Гатчины).
В феврале 2021 года начался капитальный ремонт платформы № 3. На платформе установили платформенное табло, светодиодное освещение и ограждение.

## Происшествия
3 февраля 2011 года при проведении земляных работ был обнаружен артиллерийский снаряд калибра 120 мм времен Великой Отечественной войны.

## Общественный транспорт
- Автобусные социальные маршруты № 144, 146, 149, 149А, 273, 442, 443, 446, 454, 458, 458Б, 477, 547[9]

## Фотогалерея
- Здание вокзала (фото 1892—1900 гг.)
- Современный вид на вокзал
- Вид на вокзал с платформы